# Jacob van der Capellen
Jacob van der Capellen was drost van Bredevoort.

## Levensloop
Jacob van der Capellen tot Randwijk was een zoon van Arend van der Capellen tot Randwijk en Johanna die Ruyter. Vanaf 1567 was hij drost te Bredevoort. In 1578 en 1579 komt hij voor als lid van de Ridderschap van het kwartier van Nijmegen, ambt van Over-Betuwe. 
Al in 1566 had hij zich bij het Verbond der Edelen gevoegd. In 1581 zwoer hij de koning van Spanje af, als een van de eerste Gelderse edelen.